# آی‌سی مارکتس
آی‌سی مارکتس (انگلیسی: IC Markets) شرکت خدمات مالی استرالیایی است، که در سال ۲۰۰۷ تأسیس شد.